# Sant Pere de Vacarisses
Sant Pere i Sant Feliu és una església al poble de Vacarisses (el Vallès Occidental) protegida com a bé cultural d'interès local. És bastida ja en el segle xviii, dedicada a Sant Pere i Sant Feliu. Sembla probables que el seu mecenes hagi estat l'Amat durant la seva estada a Vacarisses. Ocupa el mateix lloc on s'aixecava la primitiva església del segle xi.

## Arquitectura
Es tracta d'un edifici de planta rectangular amb una distribució de cossos i conseqüents volums dins la tipologia basilical. Per la qual cosa hi coexisteixen mòduls de diferents alçades. En un dels murs laterals hi ha la possible entrada, actualment tapiada, de l'antiga església del segle xi. L'edifici actual és el del segle xviii i les seves característiques porten a un seguiment de les arrels arquitectòniques catalanes amb la conjuminació autòctona de les masies. En aquest cas, i sempre sota el concepte d'un llenguatge litúrgic, es tractaria d'una adaptació de tipus basilical, repartida en una prolongació de la nau central coberta amb teules àrabs a dues vessants que, a la vegada, es troba prolongada a nivell de creuer.
La torre campanar trenca la disposició i direcció d'horitzontalitat que desenvolupen els volums de la planta basilical de l'església. Aquesta nota d'esveltesa ens ve donada per l'aixecament del campanar. Aquest és de base quadrada i està format per quatre cares. Esdevé a partir del nivell de la coberta del cos central de l'església, en un sistema poligonal de vuit cares. Les quatre de nova creació amb una situació cantonera són de plànol més petit. Quan s'arriba al registre de la galeria oberta hi veiem que en les cares més grans s'hi han realitzat els vanos de quatre finestres rectangulars amb arc rodó a la part superior, destinats a la col·locació de les campanes. Per tal de separar els registres s'hi ha situat una motllura, element que es torna a repetir, d'una manera més ressaltada, per tal de significar la cornisa de coronament sobre la qual, i com a motiu de protecció i de decoració, s'hi ha disposat una balustrada de pedra amb alternança de balustres i pilars. El parament de la torre campanar es troba totalment arrebossat i pintat. La cronologia del campanar va lligada a l'època de construcció de l'església, al segle xviii. Sembla que el promotor principal fou el Virrei Amat.
A la capçalera del temple s'hi forma l'absis i consta d'un cos central de la mateixa alçada que la nau, i els laterals prenen l'alçada de les naus laterals on s'hi situen les capelles laterals, la coberta de les quals és d'una sola inclinació. Les capelles laterals, per sota del voladís, presenten una filera de caps de teules com a decoració. Des del creuer fins a la façana principal hi ha presència de contraforts exteriors a partir del nivell de les naus laterals.
Pel que fa a les obertures cal esmentar que hi ha finestres d'espitllera per sota del recorregut de la teulada, òculs el·líptics als murs laterals i finestres rectangulars o quadrades emmarcades distribuïdes de manera asimètrica. Al mur de l'absis hi ha l'arcada tapiada. El parament és de pedra ben lligada i la façana principal està arrebossada i pintada, amb porta adossada, òcul i pedres cantoneres.
Tot el conjunt mostra una gran horitzontalitat típica de les esglésies meridionals, venint ja de l'època gòtica.
L'interior de l'església continua oferint una disposició interior de formes i gust similar a tota l'arquitectura realitzada sota les incidències de l'art neoclassicista. Conserva la formulació ja reflectida a la disposició exterior. Compartimentada en trams i presentant llunetes laterals cegues, s'hi dibuixa tota una línia d'imposta de diferents motllures degradants. Pilars i sengles arcades rodones comuniquen amb les capelles -intercomunicades- laterals. Els pilars a part de presentar capitells motllurats, continuen adossats fins a la imposta i entre els punts d'origen a cadascun dels arcs i fins a la línia d'imposta, la seva tipologia correspon al capitell corinti-compost. Cor sobre arcada rebaixada, als peus de l'església. A l'absis, retaule adossat dins de les característiques generals decorativo-ornamentals de l'església, fornícula central entre columnes i dues laterals més petites, coronament circular.
A la capçalera hi ha l'altar-retaule neoclàssic. Són dos elements mobles a cada costat de l'absis, un dedicat a sant Josep i el Nen i l'altre dedicat al Sagrat Cor de Jesús.

## Portades
Aquesta tipologia de portades les trobem molt sovintejades en les esglésies rurals catalanes de l'època, com són la de Santa Marta (1737-1747) i de Sant Felip Neri (1721-1752) de Barcelona. Tot aquest gust del primer detonant originat a la capella de la Ciutadella de Barcelona adreçat sempre cap a les formes classicistes de l'Acadèmia. Per tal de significar el pla de la façana principal s'hi troba adossada una portada que li donarà el motiu ornamental al mur totalment llis. La seva descripció podríem tractar-la en dues parts: registre inferior i registre superior. El registre inferior és el que emmarca la porta d'entrada a l'església i desenvolupa una tipologia arquitravada -disposició de pedres que una vegada tallades i treballades formen els pilars laterals motllurats, on a la part superior s'hi distingeixen línies de motllures en ressalt. L'obertura de la porta és rectangular i tancada a la part superior amb un arc rebaixat. El registre superior, podríem dir que descansa i s'origina a partir d'una motllura en voladís. En aquest registre el més significat és la inclusió d'una fornícula central que conté la imatge del Sant titular. El coronament és de tipus frontó triangular i remats de bola. Als costats hi veiem un treball de línies acabades a la part inferior en un element en espiral. Al voltant del frontó i per l'intradós, decoració de dentellols, igual que per la part inferior.
La porta d'entrada és de fusta de dues fulles i plafonades en un repartiment de tres registres. El primer començant per baix té articulació per a poder entrar al temple sense haver d'obrir tota la porta. Plafó central amb clavenda corrent envoltada per una motllura rectangular-poligonal als extrems que a la vegada es troba inscrita en una altra motllura i sanefa dentelada. Al segon registre, dins d'un plafó envoltat de motllura s'inscriu un dibuix romboïdal la clavenda del qual manifesta un dibuix incís. Tot resulta un model dins de les línies geomètriques. L'últim plafó és el més petit i adopta la tipologia de l'arcada de la pedra llinda de la porta. El segon i tercer plafó tenen sanefa dentelada com en el primer plafó.